# Hôtel de Ville (Coulommiers)

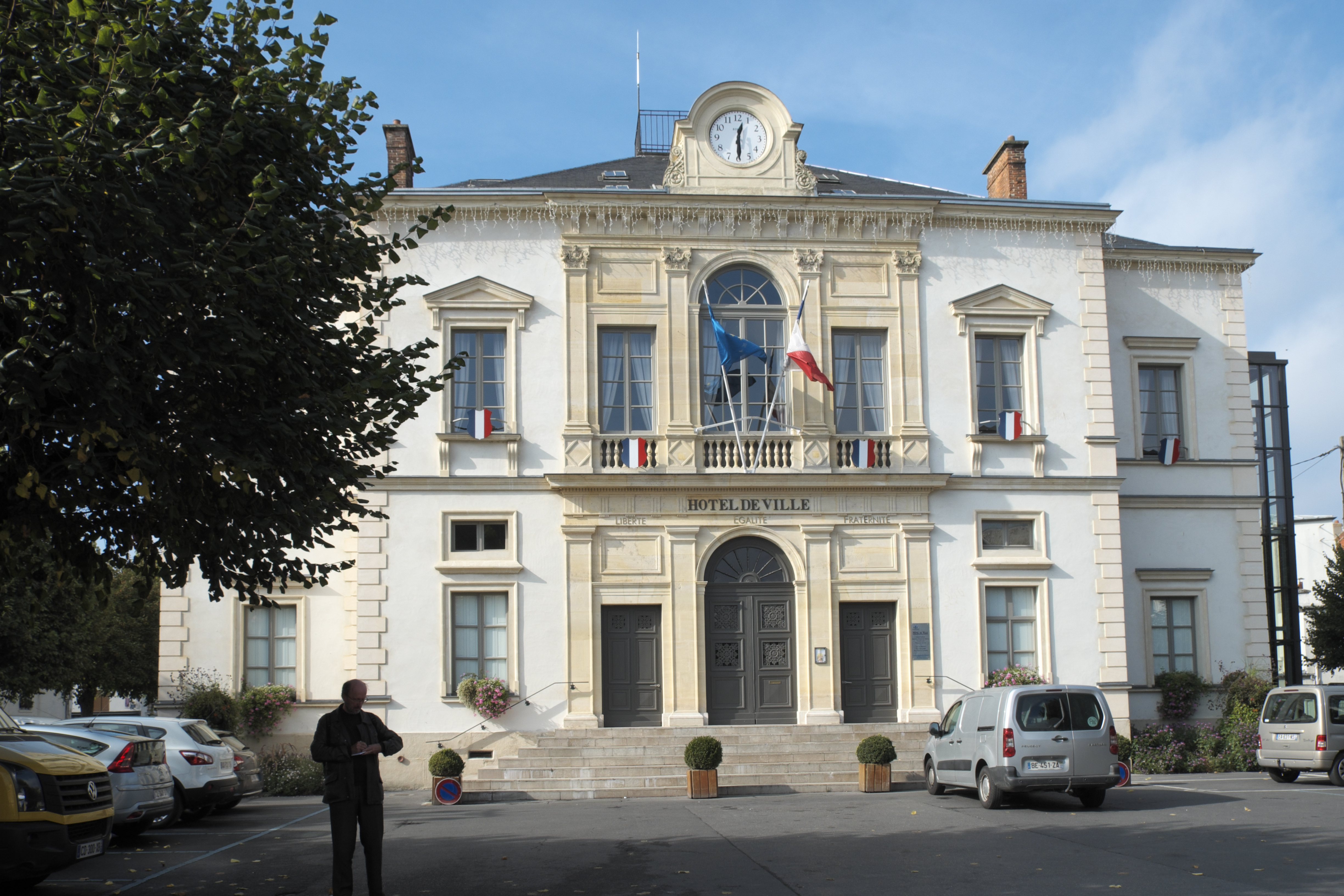
Hôtel de Ville in Coulommiers

Das Hôtel de Ville (deutsch Rathaus) in Coulommiers, einer französischen Gemeinde im Département Seine-et-Marne in der Region Île-de-France, wurde von 1841 bis 1844 errichtet. Das Rathaus am Place de l'Hôtel de Ville steht schräg gegenüber dem Théâtre municipal am Rande der historischen Altstadt.
Das zweigeschossige Gebäude mit einem Mittelrisalit erschließt sich an der Hauptfassade über eine siebenstufige Freitreppe. Im mit Pilastern geschmückten Risalit sind drei Eingänge und darüber befindet sich im ersten Geschoss der Sitzungssaal. Über dem Gesims ist auf dem Dach eine Uhr angebracht.